# Герит Енгелке (награда)
Литературната награда „Герит Енгелке“ (на немски: Gerrit-Engelke-Preis) е учредена през 1979 г. от град Хановер, за да се поддържа жива паметта за писателя Герит Енгелке. С отличието се удостояват съвременни немскоезични автори. Присъжда се до 2005 г. на всеки две години.
Наградата възлиза на 15 000 DM, съответно на 10 500 €.

## Носители на наградата (подбор)
- Гюнтер Хербургер, Гюнтер Валраф (1979)
- Ингеборг Древиц (1981)
- Макс фон дер Грюн (1985)
- Гизела Елснер (1987)
- Фридрих Кристиан Делиус (1989)
- Хелга М. Новак (1993)
- Ерих Хакл (1995)
- Деа Лоер (1997)
- Лукас Берфус (2005)